# いちばん星 (星村麻衣の曲)
「いちばん星」（いちばんぼし）は、日本のシンガーソングライター・ピアニスト、星村麻衣の15作目（プレデビューシングルからの通算16枚目）のシングル。2010年3月10日に、音楽プロデューサー古賀繁一が所有するインディーズレーベル・Heart-Voice Recordsより発売された。

## 解説
2009年5月の研音・SME Recordsとの契約終了後、数ヶ月間の活動休止を経て古賀繁一プロデュースの下で活動を再開して最初の作品。シングル作品としては「ひかり」以来約1年7ヶ月ぶりの新作となる。シングル曲としては、2ndシングル「Cherish」以来となるノンタイアップ作品である。

## 収録曲
全曲、作詞・作曲：星村麻衣 編曲：古賀繁一/星村麻衣
1. いちばん星
2. 木洩れ日デイズ
3. Love&Peace

## 収録アルバム
- 今日が笑顔であるように（#1, #3）
- evergreen（#2） - アコースティックバージョンでの収録。